# 441 (miwaの曲)
「441」（よんよんいち）は、miwaの6枚目のシングル。2011年6月29日にSony Recordsより発売。

## 概要
前作「春になったら」から約4ヶ月ぶりのシングルで、1stアルバム『guitarissimo』から約3ヶ月ぶりの作品となった。初回生産限定盤は赤色のカラートレイとなっており、「441」のPVが収録されたDVDが付属している。本作はA面曲「441」にタイアップが付いておらず、カップリング曲「Chasing hearts」にアニメタイアップが付いている。オリジナルのカップリング曲にタイアップが付くのは本作が初めてである。
「chAngE」以来通算2作目となるオリコンチャートTOP10入りを果たし、当時の最高順位と初動売上の自己最高記録を更新した。

## 収録曲
全作詞・作曲：miwa
1. 441 （4:06）
  - 編曲：Naoki-T

タイトル「441」は、ギターやピアノなど楽器のチューニングを合わせる際に基準となる周波数（A＝441Hz）を意味しており、歌詞の内容は好きな人とのすれ違った想いをチューニングするようにひとつにしたいというものである[2]。
テレビ初披露は同年6月17日放送のテレビ朝日系『ミュージックステーション』で、miwaはこの回がMステ初出演となった。また、同年12月7日放送のフジテレビ系『FNS歌謡祭』では相川七瀬、中川翔子とともにこの曲を披露している。
2. Chasing hearts （4:36）
  - 編曲：Naoki-T

映画『鋼の錬金術師 嘆きの丘の聖なる星』オープニングテーマ
「441」のアナザーストーリーとなっている。読みは「チェイシングハーツ」。
3. 春になったら <acoustic version> （4:52）
  - リミキサー：L.O.E

「春になったら」のアコースティックバージョン。
東日本大震災を受けて収録することを決めたという。
4. 441 〜instrumental〜

### DVD (初回限定盤)
1. VIDEO CLIP (441)

## その他
フジテレビ系『痛快TV スカッとジャパン』内のコーナー「胸キュンスカッと」でテーマソングとして「441」が採用されており、同番組発のコンピレーションアルバム『ずっと好きでした。 presented by 胸キュンスカッと』（2017年7月5日発売）にも「441」が収録されている。。
なお、この番組の同コーナーでは新テーマソングとして「3つの約束」も2018年より採用されている。